# Adrian Cardenas
Pour les articles homonymes, voir Cardenas.
Adrian Cardenas Rubio (né le 10 octobre 1987 à Miami Lakes, Floride, États-Unis) est un joueur de deuxième but des Ligues majeures de baseball évoluant avec les Cubs de Chicago.

## Carrière
Adrian Cardenas est un choix de première ronde des Phillies de Philadelphie en 2006. Cardenas est un des trois joueurs des ligues mineures transférés aux Athletics d'Oakland le 17 juillet 2008 dans l'échange qui envoie à Philadelphie le lanceur Joe Blanton. Cardenas ne parvient pas à se trouver un poste à Oakland et, le 6 février 2012, il est réclamé au ballottage par les Cubs de Chicago.
Cardenas fait ses débuts dans le baseball majeur avec les Cubs le 7 mai 2012. Il réussit son premier coup sûr au plus haut niveau le 12 mai aux dépens du lanceur Jose Veras des Brewers de Milwaukee. Cardenas alterne entre les mineures et les majeures au cours de cette première saison. Rappelé du club-école pour le match du 31 juillet à Chicago contre les Pirates de Pittsburgh, Cardenas brise après deux retraits en huitième manche le match sans point ni coup sûr que lançait alors A. J. Burnett.